# Idioma luri
El luri es una lengua de irania hablada por los luros, un pueblo iranio nativo de Asia occidental . Los dialectos Luri descienden del persa medio y son Luri central, Bakhtiari y Luri meridional.  Esta lengua es hablada principalmente por los Bakhtiari y los Luros del Sur ( Kohgiluyeh y Boyer-Ahmad, Mamasani, Sepidan, Bandar Ganaveh, Bandar Deylam )  en Irán .